# Actinocheita
Actinocheita és un gènere de plantes monotípic, dins la família de les anacardiàcies. La seva única espècie: Actinocheita filicina (DC.) F.A.Barkley, és planta nativa de Mèxic.

## Sinònims
- Rhus potentillifolia Turcz.
- Rhus filicina DC.
- Actinocheita potentillifolia (Turcz.) Bullock[2]